# Eugeniusz Grzeszczak
Eugeniusz Tomasz Grzeszczak (ur. 29 grudnia 1954 w Kowalewie-Opactwie) – polski polityk, inżynier rolnictwa i samorządowiec, senator II i III kadencji (1991–1997), wicemarszałek województwa wielkopolskiego (2001–2002), poseł na Sejm V, VI i VII kadencji (2005–2015), sekretarz stanu w Kancelarii Prezesa Rady Ministrów (2007–2011), wicemarszałek Sejmu VII kadencji (2011–2015).

## Życiorys
Ukończył Liceum Ogólnokształcące w Słupcy oraz w 1979 studia na Wydziale Rolnym Akademii Rolniczej w Poznaniu, uzyskując tytuł zawodowy inżyniera rolnictwa. Ukończył także w 1999 studia podyplomowe na Uniwersytecie im. Adama Mickiewicza w Poznaniu w zakresie marketingu i zarządzania oraz w 2004 podyplomowe studia prawno-samorządowe na Polskiej Akademii Nauk w Warszawie.
Działał w Związku Socjalistycznej Młodzieży Wiejskiej i w Związku Socjalistycznej Młodzieży Polskiej, a następnie w Zjednoczonym Stronnictwie Ludowym. Zasiadał w Wojewódzkiej Radzie Narodowej w Koninie w jej II i III kadencji (1980–1988). Jest również założycielem i prezesem zarządu głównego Stowarzyszenia im. Eugeniusza Kwiatkowskiego, które zainicjowało ogólnopolski Konkurs „Polski Producent Żywności”, promujący polskich wytwórców i kupców. W 1999 został prezesem zarządu oddziału powiatowego Związku Ochotniczych Straży Pożarnych RP. Obejmował również funkcje wiceprezesa zarządu oddziału wojewódzkiego ZOSP RP w Poznaniu oraz wiceprezesa ZG związku. Został prezesem Stowarzyszenia ds. Walki z Nowotworami oraz Chorobami Układu Oddechowego im. Romana Grzeszczaka.
Jest działaczem Polskiego Stronnictwa Ludowego. W latach 1991–1997 przez dwie kadencje pełnił mandat senatora z województwa konińskiego. Dwukrotnie był powoływany na stanowisko starosty powiatu słupeckiego. W wyborach parlamentarnych w 2001 bez powodzenia kandydował do Sejmu. W latach 2001–2002 sprawował funkcję wicemarszałka województwa wielkopolskiego, był też radnym sejmiku. W wyborach w 2005 został wybrany na posła na Sejm V kadencji. 10 lipca 2007 objął stanowisko przewodniczącego Komisji Samorządu Terytorialnego i Polityki Regionalnej. Był też wiceprzewodniczącym klubu parlamentarnego PSL. W wyborach parlamentarnych w 2007 po raz drugi dostał się do Sejmu, otrzymując w okręgu konińskim 13 189 głosów.
10 grudnia 2007 został powołany na stanowisko sekretarza stanu w KPRM. W wyborach w 2011 z powodzeniem ubiegał się o reelekcję, dostał 9648 głosów. 8 listopada 2011 wybrany na wicemarszałka Sejmu VII kadencji. Bez powodzenia kandydował w wyborach do Parlamentu Europejskiego w 2014. W 2015 nie został ponownie wybrany na posła. W 2016 został wiceprezesem Funduszu Rozwoju i Promocji Województwa Wielkopolskiego. W 2018 bez powodzenia kandydował do sejmiku wielkopolskiego. W styczniu 2024 minister klimatu i środowiska Paulina Hennig-Kloska powołała go na stanowisko łowczego krajowego Polskiego Związku Łowieckiego.

## Odznaczenia
- Złoty Krzyż Zasługi (1999)[9]
- Złota Odznaka Zasłużony dla Ochrony Przeciwpożarowej (2011)[10]
- Srebrna Odznaka Zasłużony dla Ochrony Przeciwpożarowej (2010)[11]
- Odznaka Honorowa za Zasługi dla Samorządu Terytorialnego (2015)[12]

## Życie prywatne
Syn Erazma i Aleksandry. Żonaty z Ireną, ma dwoje dzieci: Joannę i Michała.